# وكالة إنفاذ قوانين الهجرة والجمارك بالولايات المتحدة
وكالة إنفاذ قوانين الهجرة والجمارك بالولايات المتحدة (بالإنجليزية: U. S. Immigration and Customs Enforcement وبالاختصار ICE) هي وكالة من وكالات الحكومة الفيدرالية للولايات المتحدة لإنفاذ القانون تخضع لولاية وزارة الأمن الداخلي للولايات المتحدة. الهيئة لها عنصران رئيسيان: تحقيقات الأمن الداخلي وعمليات الإنفاذ والترحيل. هي مسؤولة عن أكثر من 400 قانون فدرالي داخل الولايات المتحدة وتحتفظ بمكاتب في سفارات أميركية مهمة في الخارج. مقرها واشنطن العاصمة.أفادت بيانات صادرة عن وكالة إنفاذ قوانين الهجرة والجمارك الأمريكية (ICE)، والتي حصلت عليها شبكة NBC News، بأن عدد المهاجرين المرحّلين في فبراير الماضي كان أقل مقارنة بالفترة ذاتها من عام 2024 خلال إدارة الرئيس السابق جو بايدن.